# Areszt Śledczy w Kędzierzynie-Koźlu
Areszt Śledczy w Kędzierzynie-Koźlu – znajduje się na terenie województwa opolskiego, podlega Okręgowemu Inspektoratowi Służby Więziennej w Opolu, przeznaczony jest dla mężczyzn. W jednostce znajduje się oddział zakładu karnego typu zamkniętego dla recydywistów penitencjarnych. Budynek aresztu jest wpisany do rejestru zabytków pod nr rej.: A-2380/98 z 18.05.1998

## Historia i architektura budynku
Budynek aresztu wraz z wartownią i otaczającym je murem został wybudowany pod koniec XIX w. w stylu typowym dla niemieckiego budownictwa obiektów przemysłowych i użyteczności publicznej, z zastosowaniem blokowej bryły, w stylu racjonalnym, geometrycznym, bez dekoracji architektonicznej. Decyzją z 18 maja 1998 budynek aresztu wraz z wartownią i otaczającym je murem został wpisany do rejestru zabytków województwa opolskiego.
W ostatnich dziesięciu latach przeprowadzono szereg remontów jednostki, które były spowodowane między innymi przez powódź z 1997 r. Do najważniejszych inwestycji remontowych należą: budowa nowej kotłowni gazowej, budowa dwóch pól spacerowych, remont magazynów, kuchni, likwidacja starej i budowa nowej bramy wjazdowej do jednostki, wybrukowanie placów gospodarczych wewnątrz jednostki, budowa parkingu samochodowego dla funkcjonariuszy, remont gabinetu stomatologicznego. Polepszono warunki pracy administracji poprzez wygospodarowanie nowych pomieszczeń na piętrze budynku warsztatowego.
 Budynek wpisany jest do rejestru zabytków pod nr rej.: A-2380/98 z 18.05.1998

## Areszt Śledczy
Areszt Śledczy w Kędzierzynie-Koźlu realizuje swoje zadania statutowe w zakresie readaptacji społecznej w oparciu o współpracę z instytucjami lokalnymi:
- Powiatowym Urzędem Pracy w zakresie podnoszenia umiejętności osadzonych do samodzielnego poszukiwania pracy,
- Opolskim Ruchem Obrony Bezrobotnych w zakresie realizacji programu integracji społecznej i zawodowej skazanych,
- Stowarzyszeniem Abstynent w zakresie działalności pro-trzeźwościowej wśród osadzonych uzależnionych od alkoholu lub nadużywających alkoholu,
- Monarem w zakresie profilaktyki uzależnień oraz readaptacji społecznej osób uzależnionych od narkotyków.

Areszt Śledczy obsługuje sąd i prokuraturę w Kędzierzynie-Koźlu. Liczba miejsc: 124 w 33 celach.